# Pas de deux

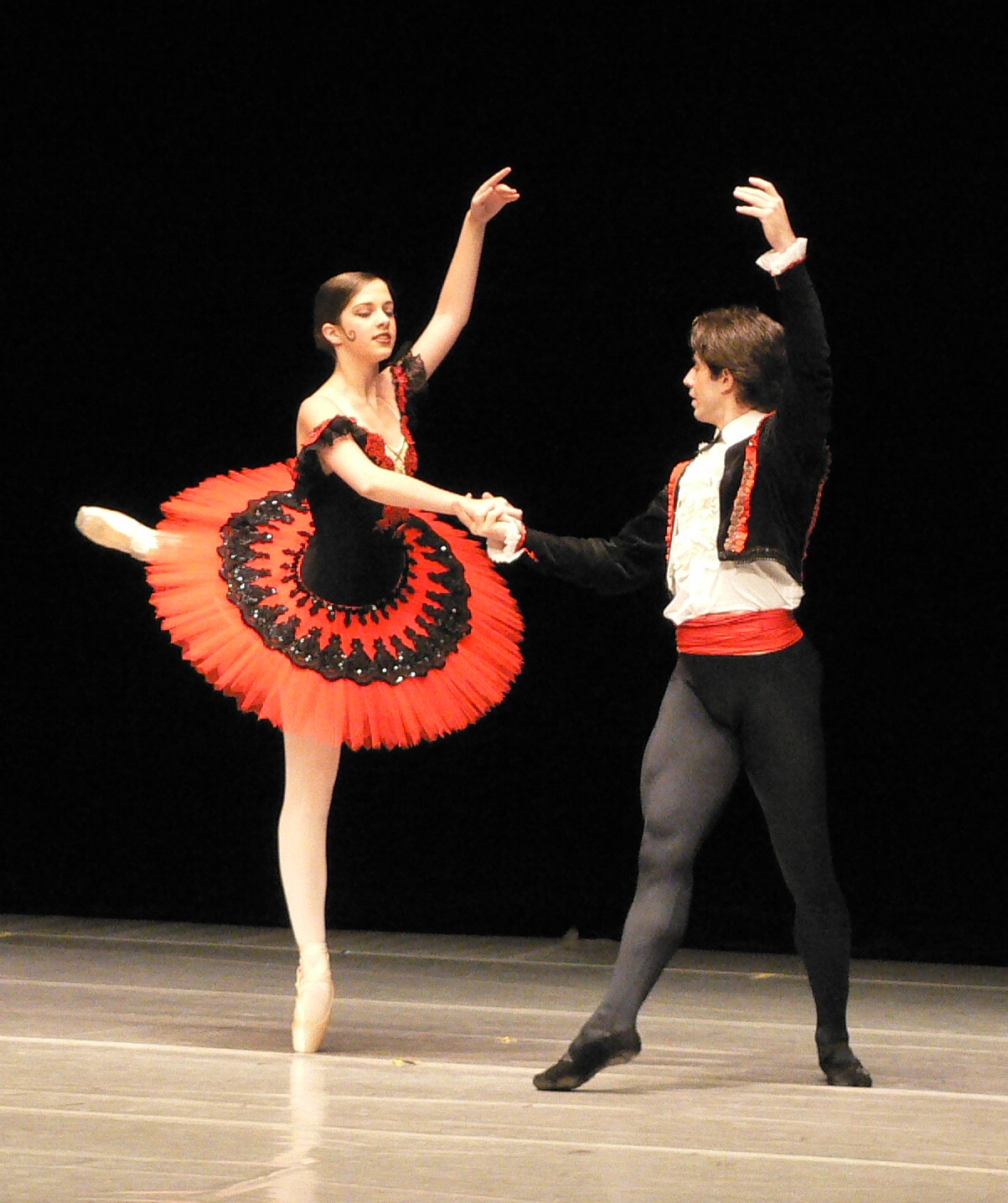
Grand pas de deux de Don Quijote.

En ballet, un pas de deux (en español paso a dos) es aquel que es realizado conjuntamente por dos personas.  Usualmente consiste en una entrée (entrada de la pareja), adagio, dos variaciones (una para cada bailarín, por lo general es un allegro), y una coda. También es conocido como Grand pas de deux o Gran paso a dos.
En el paso a dos pueden ejecutarse una gran variedad de pasos de pareja, siendo los más tradicionales:
- Promenade (paseo): la bailarina se mantiene en punta en una posición sobre una sola pierna mientras el bailarín la sostiene, por la mano o por la cintura, mientras camina alrededor de ella y la gira sobre su eje.
- Pirouettes (giros): mientras la bailarina hace pirouettes sobre una sola pierna, el bailarín la estabiliza y le da impulso para que pueda lograr mayor cantidad de vueltas. Cuando les toca por separado el balarín ejecuta una gran pirueta y la bailarina 32 rond de jambe fouetté.
- Portée (levantada): el bailarín levanta en peso a la bailarina.

## Historia
Heredero de la entrée de ballet, el paso a dos aparece a mediados del siglo XVIII durante el ballet de acción y será desarrollado completamente en el siglo XIX, en el ballet romántico. Simboliza el amor de una pareja e ilustra los momentos más poéticos del ballet.
Marius Petipa le proporcionó una estructura fija compuesta de un adagio, una variación masculina, una variación femenina y de una coda.
Los coreógrafos contemporáneos prefieren llamarlo «dúo» en lugar de «paso a dos».

## Pasos a dos famosos
- El cisne negro, del Acto III de El lago de los cisnes (Música de Piotr Ilich Chaikovski -1877 Revisada por Riccardo Drigo -1895)
- El pájaro azul, del Acto III de La bella durmiente (Música de Chaikovski)
- Paso a dos Imperiale, del Acto II de Anastasia (Música de Chaikovski)
- Paso a dos del Hada de Azúcar, de El Cascanueces (Música de Chaikovski)
- Grand Pas Classique, de Le Dieu et la bayadère (Música de Daniel-François Auber)
- Fête des Fleurs à Genzano (Festival de flores en Genzano), de Blomsterfesten i Genzano (Música de Edvard Helsted)
- Giselle Acto II (Música de Adolphe Adam)
- La Peri (Música de Friedrich Burgmüller)
- Paso a dos de El carnaval de Venecia o Satanella (música de Cesare Pugni)
- Paso a dos de Le Corsaire (música de Adolphe Adam)
- Paso a dos de Il talismano (música de Riccardo Drigo)
- Diane et Acteon (Diana y Acteón), de La Esmeralda (música de Riccardo Drigo)
- Romeo y Julieta (música de Serguéi Prokófiev)
- Gran paso a dos del Acto III de Don Quijote (música de Ludwig Minkus)
- Aguas primaverales (música de Serguéi Rajmáninov)
- El Espectro de la rosa, coreografía de Michel Fokine (1911), música de Carl Maria von Weber
- Paso a dos del acto 3º del ballet Carmen en cinco actos, coreografía de Roland Petit (1949), según la ópera homónima de Bizet
- Le jeune homme et la mort, coreografía de Roland Petit (1946), según el Pasacalle en do menor de Bach
- Afternoon of a Faun, coreografía de Jerome Robbins (1953), música de Claude Debussy (Prélude à l'après-midi d'un faune)